# خومسکو شلانسکیه
خومسکو شلانسکیه (به لهستانی:  Chełmsko Śląskie) یک منطقهٔ مسکونی در لهستان است که در گمینا لوباوکا واقع شده‌است. خومسکو شلانسکیه ۱٬۹۰۰ نفر جمعیت دارد.